# Herb powiatu ropczycko-sędziszowskiego
Herb powiatu ropczycko-sędziszowskiego – jeden z symboli powiatu ropczycko-sędziszowskiego, ustanowiony 26 września 2002.

## Wygląd i symbolika
Herb przedstawia na tarczy dwudzielnej w słup w polu lewym błękitnym złotą majuskułę „R” pod takąż koroną, a w polu prawym czerwonym srebrną rogacinę w słup u dołu rozdartą w wąs. Jest to połączenie symbolów pochodzących z herbów miast powiatu: Ropczyc i Sędziszowa Małopolskiego.